# Xanthosoma sagittifolium
Pour les articles homonymes, voir Chou caraïbe.
Espèce
Xanthosoma sagittifolium, appelé localement « chou caraïbe », macabo ou malanga, est une espèce de plantes à fleurs monocotylédones de la famille des Araceae, sous-famille des Aroideae, originaire du Nord de l'Amérique du Sud (Amazonie). L'espèce a été introduite par la culture dans d'autres régions tropicales en Amérique centrale et dans les Antilles, en Afrique et en Asie du Sud-Est. Ce sont des plantes herbacées acaules, aux feuilles  en forme d'oreilles d'éléphant, pouvant atteindre 1 à 2 mètres de haut et produisant des cormes (sorte de tubercules formés par l'épaississement de la racine principale). Certaines plantes de macabos peuvent ou non, connaître une floraison. Ces plantes contiennent dans les feuilles et les cormes des cristaux, ou raphides, d'oxalate de calcium, irritants pour les muqueuses.

## Étymologie
Le nom générique, « Xanthosoma » dérive de deux termes de grec ancien : ξανθός (xanthos), signifiant « jaune », et σῶμα (soma), signifiant « corps ». Il fait référence aux stigmates et à la spathe jaunes.
L'épithète spécifique, « sagittifolium » est un adjectif de latin botanique formé de deux racines latines : sagitta (flèche) et folium (feuille), en référence à la forme des feuilles.

## Noms vernaculaires
Au Cameroun, il est appelé macabo. À Sao Tomé-et-Principe, on le nomme matabala. En Colombie, il est appelé bore, en Costa Rica tiquizque ou macal, au Mexique, mafafa, au Nicaragua, quequisque, au Panama, otoy tandis qu'au Brésil, c'est nampi ou malanga comme à Haïti , et les feuilles, aussi consommées, sont appelées taioba au Brésil et Baombé au Cameroun. Aux Tonga, il est connu sous le nom de talo futuna (« taro de Futuna »).
Selon INPN (Inventaire national du patrimoine naturel)  :
- Chou caraïbe (français, Antilles françaises), songe fleur, tannia, yautia (français, La Réunion), taruä, taro raroto’a, taguä (Australe, Polynésie française).

## Description

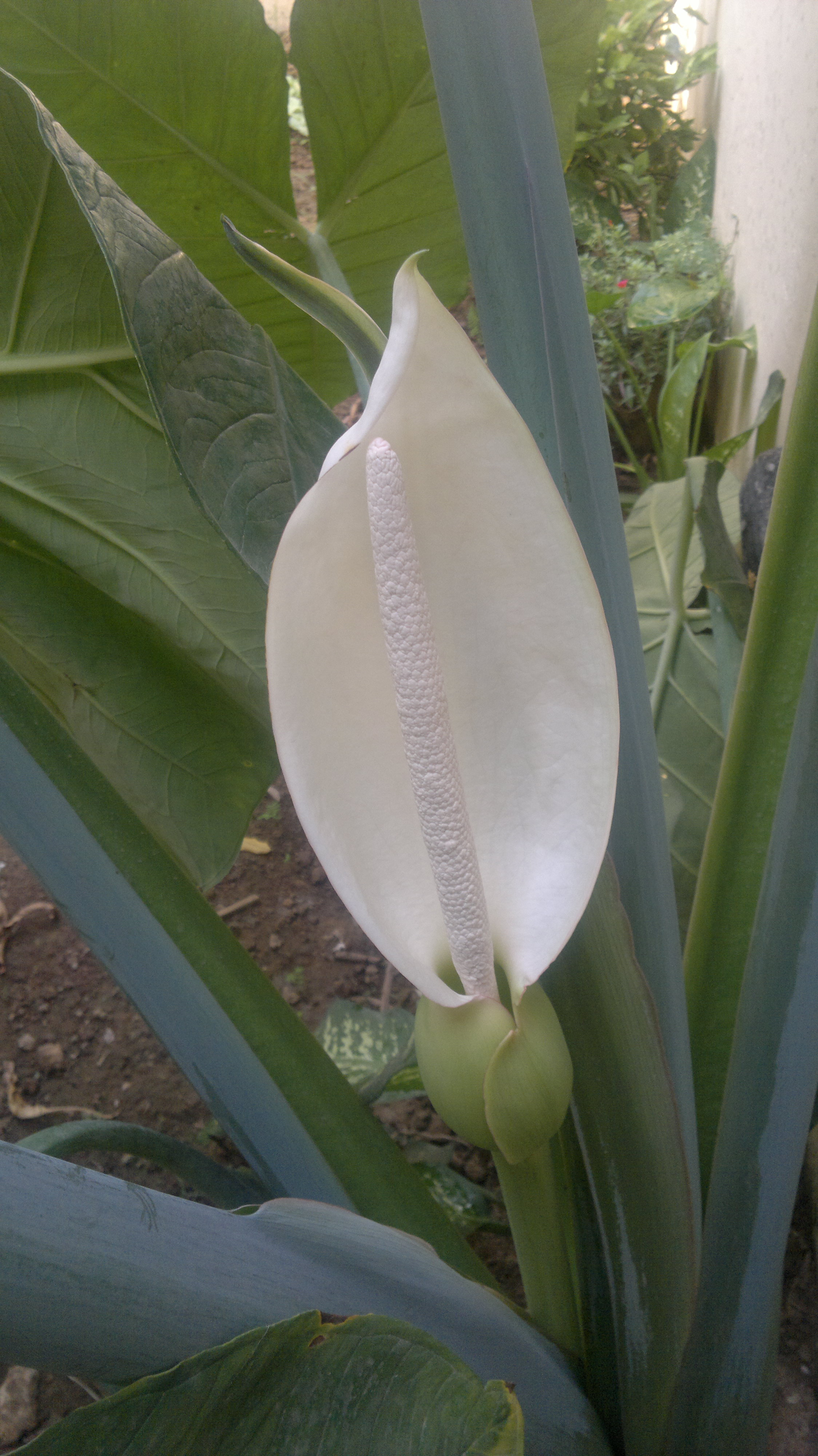
Inflorescence.

Xanthosoma sagittifolium est une plante herbacée vivace grâce à son cormus, tige souterraine tubéreuse d'où naissent des tiges secondaires épaisses. La plante peut atteindre de 1,5 à 2,5 mètres de haut. De la tige principale, émergent des feuilles dressées, à pétiole cannelé d'environ 90 cm de long, au limbe sagitté (en forme de flèche), de grande taille (environ 1,2 mètre de long sur 90 cm de large).  
Les inflorescences, qui naissent à l'aisselle des feuilles, sont des spadices, enveloppés d'une spathe blanc verdâtre de 12 à 15 cm de long, qui forme à sa base une chambre sphérique fermée. Le spadice, blanc, légèrement plus long que la spathe, porte de nombreuses fleurs, femelles à la base, mâles dans la partie supérieure, et est stérile dans la partie médiane. Ces inflorescences sont rarement fertiles. Les fruits sont de petites baies jaunes,.

## Distribution et habitat
L'aire de répartition originelle de Xanthosoma sagittifolium est vraisemblablement située en Amérique du Sud dans la partie nord du bassin amazonien (nord du Brésil, Colombie,  Pérou, Équateur et Venezuela). Elle a été introduite très anciennement en Amérique centrale et dans les Antilles. Lors de la découverte de l'Amérique par les Européens, cette plante était cultivée du sud du Mexique et de l'Amérique centrale jusqu'à la Bolivie et plus intensivement dans les Antilles. Son introduction en Afrique, où elle est devenue une culture de subsistance, date de l'époque de la traite des Noirs au cours des XVIIe ou XVIIIe siècle.
Xanthosoma sagittifolium est une plante cultivée dans toutes les régions tropicales, qui joue un rôle important pour la sécurité alimentaire de certains pays en développement. C'est un aliment important pour 400 millions de personnes, qui a même supplanté le taro (Colocasia esculenta) en tant que principale aracée comestible dans de nombreux pays, en particulier en Afrique occidentale.

Xanthosoma sagittifolium pousse aussi bien en plaine qu'en altitude, dans des zones bien alimentées en eau, avec une pluviométrie bien répartie sur l’année, de 1500 à 2000 mm par an, dans des sols bien drainés, avec un pH de 5,5 à 6,5. Cette espèce demande une température moyenne supérieure à 20° C et tolère une ombre légère,.

## Taxinomie
L'espèce a été décrite en premier par Linné sous le nom d’Arum sagittifolium et publié en 1753 dans son Species plantarum 2: 966. Elle a été ensuite reclassée, en 1832, dans le genre Xanthosoma par le botaniste autrichien Heinrich Wilhelm Schott.
Les variétés du genre Xanthosoma cultivées pour leurs cormes ou tubercules souterrain ne peuvent pas toujours être attribuées à une espèce précise. Les différents cultivars ont été attribués à quatre espèces : Xanthosoma atrovirens, Xanthosoma caracu, Xanthosoma nigrum (X. violaceum) et Xanthosoma sagittifolium (dont deux, X. atrovirens et X. nigrum sont désormais classés comme synonymes de X. sagittifolium). Par défaut, on tend à donner le nom de Xanthosoma sagittifolium à tous les clones cultivés jusqu'à ce qu'une révision du genre clarifie la situation taxinomique des différentes espèces,,. 

### Synonymes
Selon Plants of the World online (POWO) (16 novembre 2020) : 
- Alocasia talihan Elmer ex Merr.
- Arum nigrum Vell.
- Arum sagittifolium L. (basionyme)
- Arum xanthorrhizon Jacq.
- Caladium edule G.Mey.
- Caladium mafaffa Engl.
- Caladium sagittifolium (L.) Vent.
- Caladium utile Engl.
- Caladium xanthorrhizon (Jacq.) Willd.
- Philodendron nigrum Kunth
- Xanthosoma appendiculatum Schott
- Xanthosoma atrovirens K.Koch & C.D.Bouché
- Xanthosoma atrovirens var. appendiculatum (Schott) Engl.
- Xanthosoma atrovirens var. hybridum K.Koch
- Xanthosoma atrovirens var. kochii Engl.
- Xanthosoma atrovirens var. moritzii Engl.
- Xanthosoma atrovirens var. panduriforme Engl.
- Xanthosoma atrovirens var. versicolor K.Koch
- Xanthosoma aureum E.G.Gonç.
- Xanthosoma blandum Schott
- Xanthosoma edule (G.Mey.) Schott
- Xanthosoma ianthinum K.Koch & C.D.Bouché
- Xanthosoma jacquinii Schott
- Xanthosoma maculatum G.Nicholson
- Xanthosoma mafaffa Schott
- Xanthosoma mafaffa var. blandum (Schott) Engl.
- Xanthosoma mafaffa var. typicum Engl.
- Xanthosoma monstruosum E.G.Gonç.
- Xanthosoma nigrum Stellfeld
- Xanthosoma panduriforme E.G.Gonç.
- Xanthosoma peregrinum Griseb.
- Xanthosoma poeppigii var. mafaffa (Schott) J.F.Macbr.
- Xanthosoma roseum Schott
- Xanthosoma sagittifolium K.Koch
- Xanthosoma utile K.Koch & C.D.Bouché
- Xanthosoma violaceum Schott
- Xanthosoma xantharrhizon (Jacq.) K.Koch

## Culture

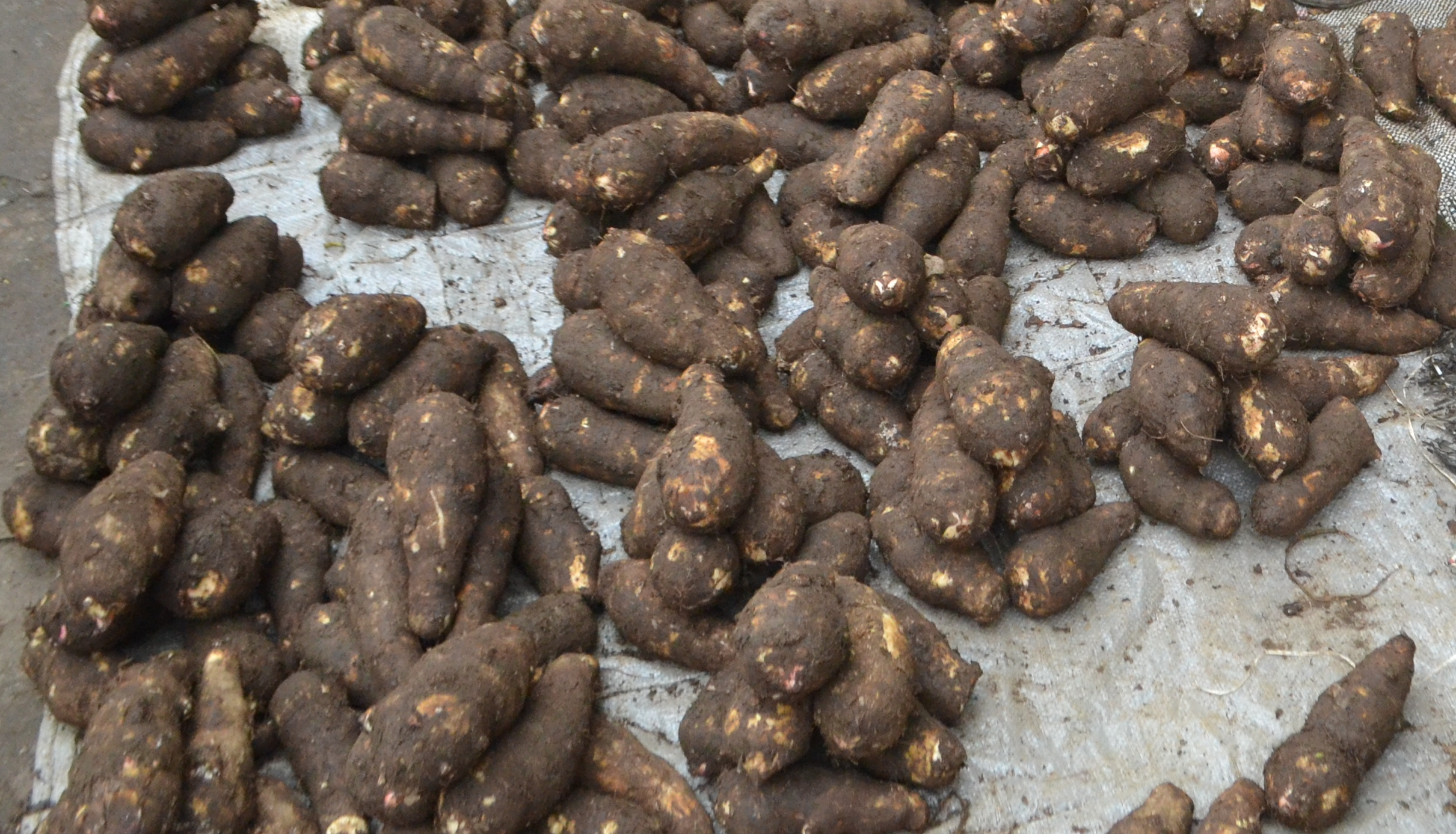
Tas de tubercules de chou caraïbe.

Le chou caraïbe est cultivé pour ses cormes secondaires de forme allongées ou arrondies. Il est planté dans des petits sillons arrondis de 30 à 50 cm de diamètre pour 50 cm de hauteur, après déforestation.

## Utilisation
Le corme principal, trop fibreux pour la consommation humaine, est réservé à l’alimentation animale ou utilisé comme plant après segmentation. Les cormes s’utilisent de la même façon que les pommes de terre. 
Ils sont mangés cuits, bouillis, grillés, frits ou en purée, etc. Râpés et cuits à l'étouffée, ces tubercules accompagnent de nombreux plats traditionnels sous les tropiques. Par exemple, le pom, un gratin de chou caraïbe est un plat très fréquent dans la cuisine du Suriname.